# Stanley A. McChrystal
Đại tướng Stanley A. McChrystal (sinh 14 tháng 8 năm 1954), là một tướng lĩnh Quân đội Hoa Kỳ, hiện tại (2009) là Chỉ huy Lực lượng Hỗ trợ an ninh Quốc tế (ISAF) và Chỉ huy Lực lượng Hoa Kỳ tại Afghanistan (USFOR-A).. Ông được biết đến với việc tiêu diệt Abu Musab al-Zarqawi, lãnh đạo của Al-Qaeda tại Iraq, nhưng cũng bị chỉ trích vì vai trò của mình trong việc bao che sự kiện bắn nhầm Pat Tillman và các hành động của ông tại Iraq và Afghanistan.

## Chỉ huy lực lượng Afghanistan
Trước khi nhận nhiệm vụ ở Afghanistan, ông từng giữ chức vụ Chỉ huy trưởng Bộ Chỉ huy Hỗn hợp Lực lượng Đặc biệt Hoa Kỳ (JSOC) từ 2003-2008 và Giám đốc Ban Tham mưu (Director of the Joint Staff) quân đội Hoa Kỳ từ tháng 8 năm 2008 đến tháng 6 năm 2009. Ông trở thành người đứng đầu lực lượng Hoa Kỳ và NATO tại chiến trường Afghanistan ngày 10 tháng 6 năm 2009. Ngày 1 tháng 10, ông tuyên bố phiến quân Afghanistan đang phát triển và sự chiến thắng trong cuộc chiến chống Taliban không là điều đương nhiên. Đưa ra một nhận định mà ông gọi là thành thật về cuộc chiến kéo dài từ năm 2001, Tướng McChrystal nói tình hình hiện trầm trọng và không còn nhiều thời giờ, dù rằng ông cũng cảnh cáo rằng hành động vội vã không tính toán kỹ sẽ là một lỗi lầm. "Tình hình hiện nay trầm trọng, và tôi chọn từ ngữ này rất, rất kỹ càng," ông nói với các chuyên gia quân sự và quốc phòng tại Viện Quốc tế Nghiên cứu Chiến lược ở Luân Đôn.
"Thành công hay thất bại trong nỗ lực của chúng ta nhằm hỗ trợ người dân và chính quyền Afghanistan đều không phải là điều đương nhiên," ông nói. "Theo nhận định của tôi, nhận định kỹ càng nhất về mặt quân sự của tôi, thì tình hình hiện nay có sự suy đồi, nhưng không phải tất cả đều như vậy. Tình trạng bạo động đang gia tăng trong nước, và điều đó không chỉ vì chúng ta có thêm nhiều quân nơi đây, mà vì phiến quân cũng đang phát triển." Tướng McChrystal trước đây từng nói nhiệm vụ ở Afghanistan, lúc này có khoảng 100.000 quân ngoại quốc với 60.000 là lính Mỹ, có thể thất bại nếu không thay đổi chiến lược. Ông cũng tin rằng, theo nguồn tin từ giới chức Hoa Kỳ, là cần phải tăng viện thêm 30.000 đến 40.000 lính chiến đấu và huấn luyện viên.
"Dù chúng ta muốn hay không, chúng ta có tinh thần chiến đấu theo kiểu thông thường. Chúng ta phải làm những việc thật khác hơn, ngay cả trong trường hợp không cảm thấy thoải mái," ông nói khi đề cập đến việc phải chấp nhận rủi ro để bảo vệ mạng sống dân chúng.

### Lo ngại tham nhũng
McChrystal cũng cảnh cáo rằng tình trạng tham nhũng tràn lan trong chính phủ Afghanistan lúc này có thể ngăn cản việc chiến thắng Taliban và al-Qaeda, theo các nguồn tin thông thạo về bản tường trình này. Bản báo cáo vẫn còn được giữ mật của McChristal theo đó yêu cầu được tăng viện sẽ là một trong những đề tài chính được Obama và các cố vấn thảo luận ngày 14 tháng 10 năm 2009 để tìm ra một chiến lược mới cho Afghanistan và Pakistan.
Ngay cả với việc tăng quân, McChrystal kết luận rằng tham nhũng cũng có thể giúp cho quân khủng bố đưa Afghanistan trở lại thành an toàn khu của chúng. Lời yêu cầu của ông gồm ba giải pháp cho vấn đề tăng quân - với con số cao nhất là 80.000 và thấp nhất là 10.000 - nhưng ông có vẻ nghiêng về một con số trung bình là 40.000 quân. Mỗi giải pháp đều có rủi ro là sẽ thất bại dù rằng McChrystal kết luận là càng ít lính bao nhiêu thì càng có nhiều rủi ro bấy nhiêu. Ngày 13 tháng 10, Obama tuyên bố sẽ quyết định "trong vài tuần tới" về chiến lược quân sự mới cũng như quân số cần thiết để thực hiện chiến lược này. Dù rằng ông coi các quan tâm về lãnh vực quân sự và an ninh góp phần lớn vào quyết định sắp tới, "có một lãnh vực khác cũng quan trọng là xây dựng khả năng của phía dân sự."
"Mục tiêu chính của chúng ta vẫn giữ nguyên: đó là tiêu diệt thành phần al-Qaeda và các đồng minh quá khích có thể mở cuộc tấn công nhắm vào Hoa Kỳ và đồng minh," Tổng thống Obama nói. Cùng quan điểm với McChrystal, các giới chức Hoa Kỳ lo ngại rằng tình trạng tham nhũng sẽ khiến cho dân chúng từ bỏ chính phủ của họ và có thể ngả về phía phiến quân, gây nên tình trạng hỗn loạn và tạo ra các vấn đề an ninh cũng như ổn định lâu dài. Khoảng 1.000 lính Hoa Kỳ khác được đưa đến nơi đây vào cuối tháng 12 năm 2009.

### Chiến lược mới tại Afghanistan
Ngày 8 tháng 12 năm 2009, McChrystal nói không có những "viên đạn thần" để đi tới thành công tại Afghanistan nhưng ông hy vọng sẽ biết kết quả trong vòng một năm là liệu việc tăng quân có đảo ngược được đà phát triển của Taliban hay không. McChrystal, xuất hiện trước Ủy ban Quân vụ Hạ viện một tuần lễ sau khi Tổng thống Obama loan báo chiến lược mới của ông, nói ông ủng hộ kế hoạch này, theo đó Hoa Kỳ sẽ gia tăng quân số và rồi khởi sự rút quân vào giữa năm 2011. Đại sứ Karl Eikenberry, người trước đây đã bày tỏ nghi ngờ, cũng ủng hộ đường lối mới tại cuộc điều trần của Quốc hội. Kế hoạch chiến đấu mới bao gồm một thời hạn 18 tháng trước khi các binh sĩ Hoa Kỳ đầu tiên bắt đầu trở về nhà.
McChrystal nói với các nhà lập pháp: "Kết quả có thể tới một cách nhanh chóng hơn. Nhưng sự thật là không có những viên đạn thần. Kết quả cuối cùng sẽ là hiệu quả được tích lũy của áp lực kiên trì." Eikenberry nói con đường được Obama phác họa cung cấp "đường lối tốt nhất để ổn định hóa Afghanistan và bảo đảm al-Qaeda và những nhóm khủng bố khác không thể chiếm lại một chỗ đứng để hoạch định những cuộc tấn công mới chống lại đất nước chúng ta hoặc các đồng minh của chúng ta."
Dân biểu Ike Skelton (Dân chủ-Missouri), chủ tịch của ủy ban, nói vào lúc khởi sự cuộc điều trần rằng ông không đồng ý với những lời tuyên bố so sánh vụ tăng quân ở Afghanistan với vụ tăng quân ở Iraq, nói rằng về phương diện tỉ lệ so với tổng số lực lượng, con số 30.000 binh sĩ mà Obama chấp thuận trước đó là một tỉ lệ cao hơn nhiều so với khi Tổng thống George W. Bush ra lệnh tăng quân ở Iraq.
McChrystal bảo đảm với Skelton rằng việc đưa thêm quân sẽ có hiệu quả. "Tôi tin chúng ta chắc chắn sẽ thành công," ông nói. Dưới sự chất vấn sau đó của Dân biểu Howard McKeon, đảng viên Cộng hòa cao cấp nhất trong ủy ban, Tướng McChrystal không nghĩ rằng ông sẽ phải yêu cầu bất cứ vụ tăng quân nào nữa trong thời gian một năm, nhưng sẽ không ngần ngại khuyến cáo nếu hoàn cảnh thay đổi. Ông cũng nói với McKeon rằng ông đã không khuyến cáo một kế hoạch rút quân vào tháng 7 năm 2011, nhưng ông ủng hộ điều đó. Trong cuộc thăm viếng Afghanistan ngày 8 tháng 12 năm 2009, Bộ trưởng Quốc phòng Robert Gates nhắc lại rằng chính phủ trông đợi việc rút quân, bắt đầu vào tháng 7 năm 2011, sẽ là "một tiến trình kéo dài vài năm - nhưng thời gian đó là ba năm hay hai năm hay bốn năm còn là điều phải chờ xem."